# Denotace
Denotace (z lat. denotare, označovat) znaku, slova nebo věty označuje jeho základní význam, jak odpovídá například slovníkové definici slova. Naopak vedlejší, hlubší nebo symbolické významy označujeme jako konotace.
To, co výraz přímo označuje, je denotát.

## Speciální významy
V lingvistice, v sémiotice a v literární vědě znamená denotace doslovný, „slovníkový“ nebo „povrchový“ význam bez emotivních a postojových příznaků.
V logice denotace obvykle znamená extenzi pojmu, souhrn toho, co pojem označuje.
Při analýze médií je denotace předmětem prvního, spíše povrchního rozboru a týká se toho, co divák přímo vidí. Druhá rovina rozboru se bude zabývat konotacemi, tím, co se k denotaci přidruží, co divák vytuší, vycítí nebo co si domyslí.

## Rozdíl mezi odborným a hovorovým jazykem
V odborném jazyce, v právních a úředních textech nebo ve vědě, kde záleží na přesnosti sdělení, se snažíme konotace omezovat a trvat na základním významu. Proto jsou v této oblasti důležité definice a naopak se odborný jazyk vyhýbá metaforám.
Naproti tomu v běžné řeči, kde se jedná spíš o působivost sdělení, se velmi často využívá zdánlivě „přidaných“ významů čili konotací: metafor, ironie, přehánění a podobně, které jsou charakteristické například pro hovorový slang. Francouzský filosof Roland Barthes říká, že domnělý „základní“ význam čili denotace je ve skutečnosti často až ten poslední, který nás v běžném hovoru napadne. Proto je tak obtížné definovat významy běžných slov a definice často znějí pedantsky a směšně.